# Woskliknowienije
Woskliknowienije – młodzieżowy chór prawosławnej cerkwi p/w Narodzenia św. Jana Chrzciciela w Hajnówce

## Historia
Chór młodzieżowy „Woskliknowienije” został utworzony w roku 2000 z inicjatywy dyrygenta – Wiryniei Kociubajło. Uczestniczy w nabożeństwach, świętach parafialnych i uroczystościach ważnych w życiu cerkwi. Śpiewa przy cerkwi p/w Narodzenia św. Jana Chrzciciela w Hajnówce. Utwory wykonuje w języku cerkiewno-słowiańskim.
Chór Woskliknowienije zgodnie z tradycją wykonuje utwory muzyki sakralnej różnych epok, kompozytorów klasycznych i współczesnych, a także muzykę folklorystyczną. W pierwszych latach swego istnienia w chórze śpiewało około 20 osób, jednak z biegiem czasu zaczął się rozwijać i obecnie jest około 40 członków.

## Osiągnięcia
- 2003 – Hajnowskie Spotkania z Kolędą Prawosławną – I miejsce
- 2004 – Młodzieżowy Prawosławny Festiwal na Ukrainie – II miejsce
- 2006 – Hajnowskie Spotkania z Kolędą Prawosławną – I miejsce
- 2006 – XXV Międzynarodowy Festiwal „Hajnowskie Dni Muzyki Cerkiewnej” – wyróżnienie
- 2006 – Międzynarodowy Festiwal „Bogorodica – Dostojno jest” w Pomorie w Bułgarii – I miejsce
- 2007 – Międzynarodowy Festiwal Muzyki Cerkiewnej w Mińsku na Białorusi – I miejsce
- 2007 – XXVI Międzynarodowy Festiwal „Hajnowskie Dni Muzyki Cerkiewnej” – II miejsce
- 2007 – Łódzki Festiwal Chóralny „Cantio Lodziensis” – wyróżnienie
- 2008 – Hajnowskie Spotkania z Kolędą Prawosławną – I miejsce
- 2008 – Myślenicki Festiwal Pieśni Chóralnej „Kolędy i Pastorałki” – wyróżnienie
- 2008 – Międzynarodowy Festiwal „Hajnowskie Dni Muzyki Cerkiewnej” – III miejsce
- 2008 – Ogólnopolski Ekumeniczny Festiwal Twórczości Chrześcijańskiej KAIROS – II miejsce
- 2012 – Międzynarodowy Festiwal „Hajnowskie Dni Muzyki Cerkiewnej” – III miejsce